# Centrosema unifoliatum
Centrosema unifoliatum là một loài thực vật có hoa trong họ Đậu. Loài này được (Rose) Lundell miêu tả khoa học đầu tiên.